# 1880 у літературі

## Твори
- «Брати Карамазови» — роман Федора Достоєвського.
- «Гайді» — оповідь Йоганни Шпірі.

## Народились
- 23 березня — Франце Кідрич - словенський історик літератури, літературознавець.
- 23 серпня — Олександр Грін, російський письменник (помер у 1932).
- 26 серпня — Ґійом Аполлінер, французький поет (помер у 1918).
- 13 жовтня — Саша Чорний, російський поет (помер у 1932).
- 26 жовтня — Андрій Бєлий, російський поет і письменник (помер у 1934).
- 5 листопада — Міхаїл Садовяну, румунський письменник (помер у 1961).
- 28 листопада — Блок Олександр Олександрович, російський поет (помер у 1921).

## Померли
- 9 лютого — Срезневський Ізмаїл Іванович, російський філолог-славіст та історик (народився в 1812).
- 23 лютого — Глінка Федір Миколайович, російський поет, публіцист, прозаїк (народився в 1786).
- 8 травня — Гюстав Флобер, французький письменник (народився в 1821).
- 22 грудня — Джордж Еліот, англійська письменниця (народилася в 1819).